# Фамилија Мартинез Кортез, Кол. Чаусе Лоте 4 (Мексикали)
Фамилија Мартинез Кортез, Кол. Чаусе Лоте 4 (шп. Familia Martínez Cortez, Col. Chausse Lote 4) насеље је у Мексику у савезној држави Доња Калифорнија у општини Мексикали. Насеље се налази на надморској висини од 18 м.

## Становништво
Према подацима из 2005. године у насељу је живело 13 становника.

### Хронологија
| Година       | 2000 | 2005 |
| ------------ | ---- | ---- |
| Становништво | 1    | 13   |

### Попис
| # | Индикатор                        | Вредност |
| - | -------------------------------- | -------- |
| 1 | Укупно појединачних домаћинстава | 2        |